# Blanding (Utah)
Blanding é uma cidade localizada no estado norte-americano de Utah, no Condado de San Juan.

## Demografia
Segundo o censo norte-americano de 2000, a sua população era de 3162 habitantes. 
Em 2006, foi estimada uma população de 3169, um aumento de 7 (0.2%).

## Geografia
De acordo com o United States Census Bureau tem uma área de 
6,1 km², dos quais 6,1 km² cobertos por terra e 0,0 km² cobertos por água.

## Localidades na vizinhança
O diagrama seguinte representa as localidades num raio de 44 km ao redor de Blanding. 